# Fetanasimo
Fetanasimo  (in latino Fatanasinum) è stato un vasto possedimento feudale esistito in Sicilia dal XII al XIV secolo. 
Appartenente alla città di Caltagirone, il suo territorio corrispondeva ad un'area oggi facente parte dei territori dei comuni di Caltagirone, Mazzarrone, Niscemi e Gela. Il territorio è corrispondente all'areale boschivo delle riserve naturali di Santo Pietro e della Sughereta.

## Origine del nome
Il nome del feudo, forma corrotta dell'antico Fatanasimo, tradotto dal latino Fatanasinum, è di probabile derivazione araba, poiché trarrebbe origine dalle tribù berbere ibadite di Faṭanāsa (o Fuṭṭanāsa), provenienti dalla Cirenaica, e stabilitisi nel sito all'epoca della dominazione saracena in Sicilia. È molto probabile una correlazione tra il nome del feudo con quella della città di Niscemi.

## Storia
La venuta dei Normanni in Sicilia e l'instaurazione del loro dominio nella seconda metà dell'XI secolo, portò all'introduzione nell'isola del feudalesimo. Il conte Ruggero I di Sicilia, concedette in feudo numerosi territori a cavalieri normanni giunti al suo seguito nell'isola, che si distinsero in maniera particolare nelle guerre contro gli occupanti islamici. Caltagirone, situata nel Val di Noto, fu liberata dal dominio saraceno nel 1090 ed ebbe lo status di città demaniale: il 1º settembre 1143, il re Ruggero II di Sicilia, quale ricompensa per l'aiuto prestatogli contro i Saraceni, concesse alla universitas di Caltagirone le baronie di Fetanasimo e Judica.
L'acquisizione delle suddette baronie da parte dell'universitas di Caltagirone venne effettuata sulla base di 40.000 tarì, con l'obbligo di pagarne altri 5.000 ogni anno e di somministrare 250 marinai alla flotta reale, ogni qualvolta il sovrano ne la richiedesse. Il denaro ricavato dal Sovrano normanno da questa operazione serviva per finanziare la sua campagna militare in Africa. La concessione delle baronie di Fetanasimo e Judica venne confermata dal diploma rilasciato dal re Guglielmo I di Sicilia nel maggio 1160, che conteneva il seguente testo:
«Notum esse volumus tam presentibus quam futuris fldeles nostros homines de Calatagerun a bone memorie rege Rogerio patre nostro et nobis terras que vocantur Fatanasinum et alias que vocantur ludica cum suis pertinentiis de moneta Sicilie videlicet quatraginta milibus tarenorum sine granis emisse et eiusdem obligationis pretium ex toto persolvisse. »
Il dominio feudale su Fetanasimo e Judica venne confermato nel 1197 dall'imperatore Enrico VI di Svevia, che per effetto del matrimonio con Costanza d'Altavilla, si era insediato al trono del Regno di Sicilia. La conferma del privilegio fu probabilmente dovuta al fatto che Caltagirone, dopo essere stata conquistata nel 1194 dalle truppe comandate dal marchese Bonifacio I del Monferrato, al servizio dell'Imperatore tedesco, si arrese e giurò fedelta ai nuovi dominatori svevi. In epoca sveva, il possesso delle due baronie venne confermato coi successivi diplomi, del febbraio 1201 dato da Gualtiero di Palearia, vescovo di Troia, tutore di Federico II di Svevia, e del gennaio 1254 dato da Corrado IV di Svevia. Nel 1324 una parte del feudo passò alla famiglia dei Branciforte, fatto che successivamente darà costituzione alla città di Niscemi.
La baronia di Fetanasimo aveva un'estensione di 25.000 ha, e presentava una superficie boschiva caratterizzata da un vasto sughereto. In epoca sveva e angioina aveva subito pesanti ridimensionamenti, per opera degli oligarchi caltagironesi che ne avevano staccato ampi appezzamenti. Fetanasimo venne smembrata in epoca aragonese per la concessione a nuovi baroni dei feudi Bidino, Favara, Graneri, Mazarone, Ramione e Sciri, e la parte rimasta sotto la giurisdizione dell'università calatina, notevolmente ridotta, prese il nome di Santo Pietro.